# Hokej na trawie na Letnich Igrzyskach Olimpijskich 2024
Hokej na trawie na Letnich Igrzyskach Olimpijskich 2024 w Paryżu rozegrany został w dniach 27 lipca – 9 sierpnia na stadionie Stade départemental Yves-du-Manoir. W obu konkurencjach rywalizowało po 12 drużyn.  

## Kwalifikacje
Międzynarodowy Komitet Olimpijski i Międzynarodowa Federacja Hokeja na trawie (FIH) ratyfikowały i opublikowały kryteria kwalifikacyjne do Paryża 2024 w dniu 30 marca 2022 roku. Każdy z kontynentalnych mistrzów z pięciu konfederacji (Afryki, obu Ameryk, Azji, Europy i Oceanii) zapewni sobie miejsca dla ich Narodowego Komitetu Olimpijskiego, podczas gdy kraj-gospodarz, Francja, otrzymuje bezpośrednie miejsce w turnieju mężczyzn i kobiet po zajęciu co najmniej dwudziestu pięciu pierwszych miejsc na liście światowego rankingu FIH. Pozostałe miejsca zostaną przyznane kwalifikującym się Narodowym Komitetom Olimpijskim, które zajmą znaczącą pozycję w dwóch oddzielnych olimpijskich turniejach kwalifikacyjnych FIH. Trzy najlepsze drużyny na koniec każdego turnieju zapewnią sobie miejsca do skompletowania dwunastoosobowego składu na Paryż 2024.

## Uczestnicy

### Mężczyźni
| Zawody                            | Data                               | Miejsce         | Zakwalifikowane drużyny                                        |
| --------------------------------- | ---------------------------------- | --------------- | -------------------------------------------------------------- |
| Gospodarz                         | –                                  | –               | Francja                                                        |
| Puchar Oceanii 2023               | 10–13 sierpnia 2023                | Whangarei       | Australia                                                      |
| Mistrzostwa Europy                | 19–27 sierpnia 2023                | Mönchengladbach | Holandia                                                       |
| Igrzyska Azjatyckie 2022          | 24 września – 6 października 2022  | Hangzhou        | Indie                                                          |
| Igrzyska Panamerykańskie 2023     | 25 października – 3 listopada 2023 | Santiago        | Argentyna                                                      |
| Afrykański turniej kwalifikacyjny | 29 października – 5 listopada 2023 | Pretoria        | Południowa Afryka                                              |
| Światowe turnieje kwalifikacyjne  | 13–21 stycznia 2024                | Różne           | Belgia Hiszpania Irlandia Niemcy Wielka Brytania Nowa Zelandia |

### Kobiety
| Zawody                            | Data                               | Miejsce         | Zakwalifikowane drużyny                                           |
| --------------------------------- | ---------------------------------- | --------------- | ----------------------------------------------------------------- |
| Gospodarz                         | –                                  | –               | Francja                                                           |
| Puchar Oceanii 2023               | 10–13 sierpnia 2023                | Whangarei       | Australia                                                         |
| Mistrzostwa Europy                | 18–26 sierpnia 2023                | Mönchengladbach | Holandia                                                          |
| Igrzyska Azjatyckie 2022          | 25 września – 7 października 2022  | Hangzhou        | Chiny                                                             |
| Igrzyska Panamerykańskie 2023     | 26 października – 4 listopada 2023 | Santiago        | Argentyna                                                         |
| Afrykański turniej kwalifikacyjny | 29 października – 5 listopada 2023 | Pretoria        | Południowa Afryka                                                 |
| Światowe turnieje kwalifikacyjne  | 13–20 stycznia 2024                | Różne           | Niemcy Stany Zjednoczone Japonia Belgia Hiszpania Wielka Brytania |

## Medaliści
| Konkurencja | Złoto    | Srebro | Brąz      |
| Mężczyźni   | Holandia | Niemcy | Indie     |
| Kobiety     | Holandia | Chiny  | Argentyna |

## Tabela medalowa
*   Gospodarz ( Francja)
| Miejsce | Reprezentacja | Złoto | Srebro | Brąz | Razem |
| ------- | ------------- | ----- | ------ | ---- | ----- |
| 1       | Holandia      | 2     | 0      | 0    | 2     |
| 2       | Niemcy        | 0     | 1      | 0    | 1     |
| 2       | Chiny         | 0     | 1      | 0    | 1     |
| 4       | Argentyna     | 0     | 0      | 1    | 1     |
| 4       | Indie         | 0     | 0      | 1    | 1     |
| Razem   | Razem         | 2     | 2      | 2    | 6     |